# Suggestionata
Suggestionata è un film giallo del 1978 diretto da Alfredo Rizzo.

## Trama
Dopo la fine della seconda guerra mondiale due famiglie di origine contadina, un tempo entrambe benestanti e confinanti, si ritrovano in condizioni economiche molto diverse.
La prima famiglia, che ha come capo famiglia il ricco Gregorio, dopo la fine della guerra riesce ad impossessarsi di tutti i terreni accumulando una grande ricchezza. Inoltre, dopo aver organizzato una vasta rete imprenditoriale, riesce a far bonificare il vasto podere ed a costruire una lussuosa villa, abitata dall'unico discendente maschio della famiglia, dalla moglie Anna, dalla figlia piccola e da altri due figli maschi adolescenti.
La seconda famiglia, con a capo Francesco, è invece colpevole di avere collaborato, ai tempi della guerra, con alcuni gerarchi nazisti, ed è ridotta in povertà, costretta ad abitare in una catapecchia ai margini delle tenute.
Il capo famiglia della dinastia che ha perso ogni sua ricchezza non fa altro che lamentarsi della condizione economica in cui lui, sua figlia e sua moglie versano. La figlia adolescente dell'uomo, vessata dalle continue critiche del padre, che non perde occasione per accusare l'altra famiglia di essere la fonte di tutte le loro disgrazie, finisce con l'essere gravemente influenzata dai discorsi del padre.
Dopo aver sedotto, uno dopo l'altro, i due figli maschi della ricca famiglia rivale, li uccide facendoli precipitare da una scogliera.
La polizia indaga sui due delitti. Quando le forze dell'ordine riescono a stabilire la verità, la giovane assassina, prima di essere arrestata, strangola con una sciarpa anche la figlia più piccola di Gregorio dopodiché fugge e si suicida gettandosi dalla stessa scogliera in cui aveva spinto i ragazzi.